# Canyoning à La Réunion
 (avril 2016).
Si vous disposez d'ouvrages ou d'articles de référence ou si vous connaissez des sites web de qualité traitant du thème abordé ici, merci de compléter l'article en donnant les références utiles à sa vérifiabilité et en les liant à la section « Notes et références ».

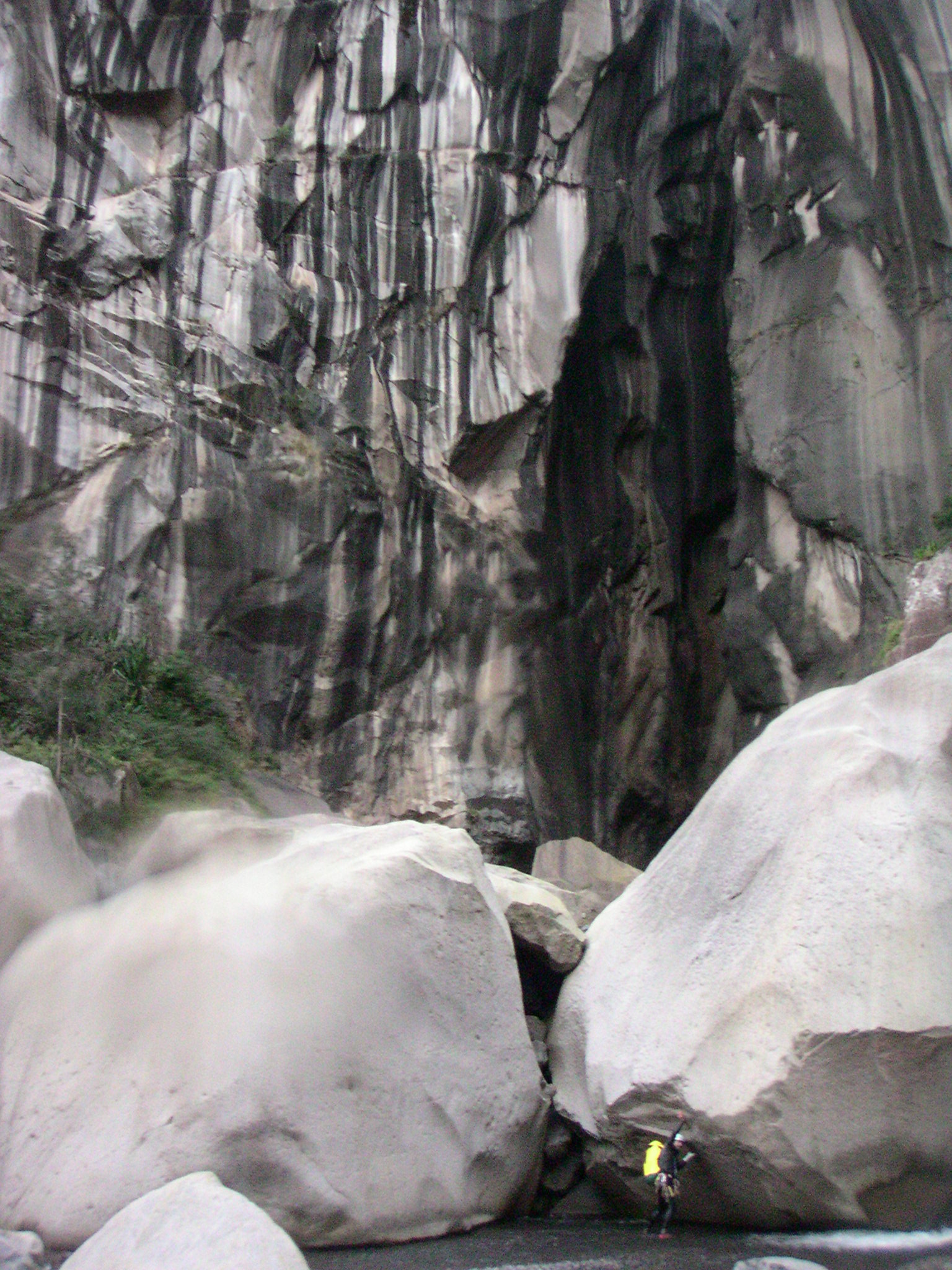
Pratiquant dans le canyon de Fleurs Jaunes.

Le canyoning est un sport fort développé à La Réunion, où l'on rencontre des sites de pratique renommés. Les canyons de Takamaka et du trou de Fer sont des parcours de notoriété internationale. L'encadrement par des guides diplômés se développe depuis les années 1980 à la Réunion. L'île compte une dizaine de clubs associatifs et environ 20 structures commerciales.
Le canyon d'initiation le plus pratiqué est le canyon de Langevin, les canyons plus sportifs se trouvent dans les cirques de Salazie avec le canyon de Trou Blanc et Cilaos avec les canyons de Fleurs jaunes et Bras Rouge. Le Trou de Fer et Takamaka se situent dans la forêt de Bélouve.

## Sites de pratique
À Cilaos :
- Fleurs Jaunes.
- Gobert.

À Saint-Joseph :
- Rivière Langevin.

À Sainte-Suzanne :
- Rivière Sainte-Suzanne.

À Salazie :
- Trou Blanc.